# Ering
Ering è un comune tedesco di 1 899 abitanti, situato nel land della Baviera.